# Mesosetum stoloniferum
Mesosetum stoloniferum är en gräsart som beskrevs av Jason Richard Swallen. Mesosetum stoloniferum ingår i släktet Mesosetum och familjen gräs. Inga underarter finns listade i Catalogue of Life.